# Piggs Peak
Piggs Peak este un oraș în partea nord-vestică a statului Eswatini. A fost întemeiat în anul 1884, de către căutătorii de aur, activitatea economică dominantă în oraș fiind legată de exploatarea pădurilor. Nu departe de oraș se află cascada Phophonyane.
În 2001 a fost finalizat zidul de 115 m înălțime al barajului Maguga, de pe râul Kormati.